# Konaty
Konaty – część wsi Gąszcze w Polsce, położona w województwie łódzkim, w powiecie wieruszowskim, w gminie Galewice.
W latach 1975–1998 Konaty administracyjnie należały do województwa kaliskiego.

## Położenie
Do wsi Konaty można dojechać jadąc szosą (droga nr 04709E) z Biadaszek do Ostrówka i skręcając za wsią Gąszcze, w lewo, w polną drogę biegnącą na wschód (w kierunku Przybyłowa).

## Dane z SGKP
Słownik geograficzny Królestwa Polskiego podaje następujące dane dotyczące wsi Konaty:
- pustkowie położone wśród błót,
- powiat wieluński, gmina Lututów, parafia Cieszęcin,
- odległość 16 wiorst od Wielunia,
- 7 domów,
- 27 mieszkańców.

## Dane RSIP
- rejon: 242640
- obwód statystyczny: 242640008
- obręb : Brzózki